# Chettipalayam
Chettipalayam (o Chettipalaiyam) è una suddivisione dell'India, classificata come census town, di 26.861 abitanti, situata nel distretto di Coimbatore, nello stato federato del Tamil Nadu. In base al numero di abitanti la città rientra nella classe IV (da 10.000 a 19.999 persone).

## Geografia fisica
La città è situata a 10° 54' 0 N e 77° 4' 0 E e ha un'altitudine di 333 m s.l.m..

## Società

### Evoluzione demografica
La città è governata da due diversi organi amministrativi: una città censuaria e un consiglio cittadino. Al censimento del 2001 la popolazione della città censuaria assommava a 19.379 persone, delle quali 10.079 maschi e 9.300 femmine. I bambini di età inferiore o uguale ai sei anni assommavano a 2.084, dei quali 1.067 maschi e 1.017 femmine. Infine, coloro che erano in grado di saper almeno leggere e scrivere erano 14.079, dei quali 8.033 maschi e 6.046 femmine. 
La popolazione del consiglio cittadino, invece, assommava a 7.482 persone, delle quali 3.768 maschi e 3.714 femmine. I bambini di età inferiore o uguale ai sei anni assommavano a 820, dei quali 409 maschi e 411 femmine. Infine, coloro che erano in grado di saper almeno leggere e scrivere erano 4.562, dei quali 2.586 maschi e 1.976 femmine.